# Darnell Robinson
Darnell Robinson (Oakland, Kalifornija, 30. svibnja 1974.) umirovljeni je američki profesionalni košarkaš. Igrao je na poziciji centra, a izabran je u 2. krugu (29. ukupno) NBA drafta 1996. od strane Dallas Mavericksa.

## Srednja škola i sveučilište
Robinson je pohađao srednju školu Emeryville High School gdje je izabran u McDonald's All-American momčad. Svoju srednjoškolsku karijeru završio je kao najbolji strijelac škole. Potom je odlučio pohađati sveučilište u Arkansasu te je s Razorbacksima osvojio NCAA natjecanje 1994. godine. 

## Profesionalna karijera
Izabran je kao 29. izbor NBA drafta 1996. od strane Dallas Mavericksa. Ubrzo je potpisao s Philadelphia 76ersima ali nikada nije zaigrao u NBA ligi. Svoju igračku karijeru proveo je u Europi, igrajući u Italiji, Grčkoj, Izraelu, Puerto Ricu i Francuskoj.

## Vanjske poveznice
- Profil  Arhivirana inačica izvorne stranice od 15. prosinca 2008. (Wayback Machine) na SI.com